# 科查斯區 (康塞普西翁省)
科查斯區（西班牙語：Distrito de Cochas），是秘魯的一個區，位於該國中部胡寧大區的康塞普西翁省，始建於1954年4月7日，面積165.05平方公里，海拔高度3,200米，2005年人口2,580，人口密度每平方公里16人。